# Liga Premier de Rusia 2017-18
La temporada 2017-18 fue la 26.ª edición de la Liga Premier de Rusia, la máxima categoría del fútbol en Rusia desde la disolución de la Unión Soviética. El Spartak Moscú es el vigente campeón.
El campeonato comenzó el 16 de julio de 2017 y finalizó el 13 de mayo de 2018, después de que el seleccionador ruso Stanislav Cherchesov solicitara a la organización de la liga un adelanto del final de la competición para preparar con más tiempo la Copa Mundial de Fútbol de 2018.

## Formato
Los 16 equipos jugarán un torneo de todos contra todos, por lo que cada equipo juega frente a los rivales dos veces, una como local y otra como visitante. Por lo tanto, se jugará un total de 240 partidos, con 30 partidos jugados por cada equipo.
Los equipos que hayan concluido en las posiciones 15 y 16 descenderán automáticamente a la FNL, mientras que los dos mejores equipos de la FNL conseguirán el ascenso. Por otra parte, los clubes de FNL situados en tercera y cuarta posición se enfrentarán a los clasificados en posición 13 y 14 de Liga Premier en los partidos de ida y vuelta de la promoción para obtener una plaza para la temporada 2018-19.

## Equipos participantes
Tras la temporada 2016-17, el FC Orenburg, FC Tom Tomsk y el FC Krylia Sovetov Samara fueron relegados a la Liga Nacional de Fútbol de 2017-18. Fueron reemplazados por el FC Dynamo Moscú que vuelve después de una temporada de ausencia, el FC Tosno y el FC SKA-Khabarovsk, los dos últimos hacen su debut en la división superior de Rusia.
El FC Terek Grozny cambió su nombre por FC Akhmat Grozny.

### Ascensos y descensos
| Pos. | de la Liga Premier de Rusia 2016-17 |
| ---- | ----------------------------------- |
| 13.º | FC Orenburg                         |
| 15.º | Krylia Sovetov Samara               |
| 16.º | Tom Tomsk                           |

| Pos. | de la Liga Nacional de Fútbol de Rusia 2016-17 |
| ---- | ---------------------------------------------- |
| 1.º  | FC Dinamo Moscú                                |
| 2.º  | FC Tosno                                       |
| 4.º  | SKA-Khabarovsk                                 |

### Estadios y ciudades
| Club                  | Ciudad          | Estadio                             | Capacidad     |
| --------------------- | --------------- | ----------------------------------- | ------------- |
| FC Amkar Perm         | Perm            | Estadio Zvezda                      | 17 000        |
| FK Anzhí Majachkalá   | Majachkalá      | Anzhi-Arena                         | 26 400        |
| FC Arsenal Tula       | Tula            | Arsenal                             | 20 048        |
| PFC CSKA Moscú        | Moscú           | Arena CSKA                          | 30 000        |
| Dinamo Moscú          | Khimki, Moscú   | Arena Khimki                        | 18 636        |
| FC Krasnodar          | Krasnodar       | Estadio Krasnodar                   | 34 291        |
| Lokomotiv Moscú       | Moscú           | Estadio Lokomotiv                   | 28 800        |
| FC Rostov             | Rostov del Don  | Olimp – 2                           | 15 840        |
| Rubin Kazán           | Kazán           | Kazán Arena                         | 45 379        |
| Spartak Moscú         | Moscú           | Otkrytie Arena                      | 45 360        |
| SKA-Khabarovsk        | Jabárovsk       | Estadio Lenin                       | 15 200        |
| Akhmat Grozny         | Grozni          | Ajmat Arena                         | 30 597        |
| FC Tosno              | Tosno           | Estadio Petrovski (San Petersburgo) | 21 000        |
| FC Ufa                | Ufá             | Estadio Neftyanik                   | 15 234        |
| Ural Ekaterimburgo    | Ekaterimburgo   | Estadio Central SKB-Bank Arena      | 35 000 10 000 |
| Zenit San Petersburgo | San Petersburgo | Estadio Krestovski                  | 68 134        |

### Cuerpo técnico y uniformes
| Club                  | Ciudad          | Entrenador          | Equipación |
| --------------------- | --------------- | ------------------- | ---------- |
| Akhmat Grozny         | Grozny          | Oleg Kononov        | Adidas     |
| Amkar Perm            | Perm            | Gadzhi Gadzhiyev    | Adidas     |
| Anzhi Makhachkala     | Makhachkala     | Aleksandr Grigoryan | Nike       |
| Arsenal Tula          | Tula            | Miodrag Božović     | Adidas     |
| CSKA Moscú            | Moscú           | Viktor Goncharenko  | Adidas     |
| Dynamo Moscú          | Moscú           | Yuriy Kalitvintsev  | Nike       |
| FC Krasnodar          | Krasnodar       | Igor Shalimov       | Puma       |
| Lokomotiv Moscú       | Moscú           | Yuri Semin          | Adidas     |
| FC Rostov             | Rostov del Don  | Leonid Kuchuk       | Adidas     |
| Rubin Kazán           | Kazán           | Kurban Berdyev      | Jako       |
| SKA-Khabarovsk        | Jabárovsk       | Aleksei Poddubskiy  | Adidas     |
| Spartak Moscú         | Moscú           | Massimo Carrera     | Nike       |
| FC Tosno              | Tosno           | Dmytro Parfenov     | Nike       |
| FC Ufa                | Ufá             | Sergei Semak        | Joma       |
| FC Ural               | Ekaterimburgo   | Aleksandr Tarkhanov | Joma       |
| Zenit San Petersburgo | San Petersburgo | Roberto Mancini     | Nike       |

## Clasificación
| Pos. | Equipo                | Pts. | PJ | G  | E  | P  | GF | GC | Dif. | Clasificación o descenso                                                |
| ---- | --------------------- | ---- | -- | -- | -- | -- | -- | -- | ---- | ----------------------------------------------------------------------- |
| 1    | Lokomotiv Moscú       | 60   | 30 | 18 | 6  | 6  | 41 | 21 | +20  | Clasifica a fase de grupos de Liga de Campeones de la UEFA 2018-19      |
| 2    | CSKA Moscú            | 58   | 30 | 17 | 7  | 6  | 49 | 23 | +26  | Clasifica a fase de grupos de Liga de Campeones de la UEFA 2018-19      |
| 3    | Spartak Moscú         | 56   | 30 | 16 | 8  | 6  | 51 | 32 | +19  | Tercera ronda clasificatoria de la Liga de Campeones de la UEFA 2018-19 |
| 4    | FC Krasnodar          | 54   | 30 | 16 | 6  | 8  | 46 | 30 | +16  | Clasifica a la fase de grupos de la Liga Europa de la UEFA 2018-19      |
| 5    | Zenit San Petersburgo | 53   | 30 | 14 | 11 | 5  | 46 | 21 | +25  | Tercera ronda clasificatoria de la Liga Europa de la UEFA 2018-19       |
| 6    | FC Ufa                | 43   | 30 | 11 | 10 | 9  | 34 | 30 | +4   | Segunda ronda clasificatoria de la Liga Europa de la UEFA 2018-19       |
| 7    | Arsenal Tula          | 42   | 30 | 12 | 6  | 12 | 35 | 41 | −6   |                                                                         |
| 8    | Dinamo Moscú          | 40   | 30 | 10 | 10 | 10 | 29 | 30 | −1   |                                                                         |
| 9    | Akhmat Grozny         | 39   | 30 | 10 | 9  | 11 | 30 | 34 | −4   |                                                                         |
| 10   | Rubin Kazán           | 38   | 30 | 9  | 11 | 10 | 32 | 25 | +7   |                                                                         |
| 11   | Ural Ekaterimburgo    | 37   | 30 | 8  | 13 | 9  | 31 | 32 | −1   |                                                                         |
| 12   | FC Rostov             | 37   | 30 | 9  | 10 | 11 | 27 | 28 | −1   |                                                                         |
| 13   | Amkar Perm            | 35   | 30 | 9  | 8  | 13 | 20 | 30 | −10  | Promoción ascenso-descenso                                              |
| 14   | Anzhi Makhachkala     | 24   | 30 | 6  | 6  | 18 | 31 | 55 | −24  | Promoción ascenso-descenso                                              |
| 15   | FC Tosno              | 24   | 30 | 6  | 6  | 18 | 23 | 54 | −31  | Descenso a Liga Nacional de Fútbol                                      |
| 16   | SKA-Khabarovsk        | 13   | 30 | 2  | 7  | 21 | 16 | 55 | −39  | Descenso a Liga Nacional de Fútbol                                      |

 Fuente: Russian Premier League, Soccerway

## Resultados
- Los horarios corresponden a la hora local: Kaliningrado (UTC+2), Samara (UTC+4), Ekaterimburgo (UTC+5) y resto de sedes (UTC+3).

### Primera vuelta
| FC Ural Ekaterimburgo | 1 - 1                                                                                                   | FC Rostov                | SKB-Bank Arena    | 15 de julio | 15:00 |
| FC Tosno              | 0 - 1                                                                                                   | FC Ufa                   | Estadio Petrovski | 15 de julio | 17:30 |
| FK Anzhí Majachkalá   | 1 - 3                                                                                                   | CSKA Moscú               | Anzhi-Arena       | 15 de julio | 20:00 |
| SKA-Jabarovsk         | 0 - 2                                                                                                   | Zenit de San Petersburgo | Estadio Lenin     | 16 de julio | 11:00 |
| FC Rubin Kazán        | 1 - 2                                                                                                   | FC Krasnodar             | Kazán Arena       | 16 de julio | 17:30 |
| Akhmat Grozny         | 1 - 0                                                                                                   | Amkar Perm               | Ajmat Arena       | 16 de julio | 21:30 |
| Lokomotiv Moscú       | 1 - 0 (enlace roto disponible en Internet Archive; véase el historial, la primera versión y la última). | Arsenal Tula             | Estadio Lokomotiv | 18 de julio | 19:30 |
| Dinamo Moscú          | 2 - 2                                                                                                   | Spartak Moscú            | Arena Khimki      | 18 de julio | 19:30 |

| FK Anzhí Majachkalá      | 1 - 0                                                                                                   | Amkar Perm            | Anzhi-Arena        | 21 de julio | 19:30 |
| CSKA Moscú               | 1 - 3 (enlace roto disponible en Internet Archive; véase el historial, la primera versión y la última). | Lokomotiv Moscú       | Arena CSKA         | 21 de julio | 19:30 |
| Zenit de San Petersburgo | 2 - 1                                                                                                   | FC Rubin Kazán        | Estadio Krestovski | 22 de julio | 17:30 |
| FC Krasnodar             | 2 - 0                                                                                                   | FC Tosno              | Estadio Krasnodar  | 22 de julio | 20:00 |
| FC Ufa                   | 0 - 0                                                                                                   | Spartak Moscú         | Estadio Neftyanik  | 23 de julio | 15:00 |
| Dinamo Moscú             | 0 - 1                                                                                                   | FC Ural Ekaterimburgo | Arena Khimki       | 23 de julio | 17:30 |
| FC Rostov                | 0 - 1                                                                                                   | Akhmat Grozny         | Olimp – 2          | 23 de julio | 20:00 |
| Arsenal Tula             | 1 - 0                                                                                                   | SKA-Jabarovsk         | Arsenal            | 24 de julio | 19:30 |

| CSKA Moscú            | 2 - 0 | SKA-Jabarovsk            | Arena CSKA        | 29 de julio | 15:00 |
| FC Ural Ekaterimburgo | 1 - 1 | FC Ufa                   | SKB-Bank Arena    | 29 de julio | 15:00 |
| FC Rubin Kazán        | 2 - 1 | Arsenal Tula             | Kazán Arena       | 29 de julio | 17:30 |
| Akhmat Grozny         | 2 - 0 | Dinamo Moscú             | Ajmat Arena       | 29 de julio | 20:00 |
| Amkar Perm            | 0 - 1 | FC Rostov                | Estadio Zvezda    | 30 de julio | 15:00 |
| Lokomotiv Moscú       | 1 - 0 | FK Anzhí Majachkalá      | Estadio Lokomotiv | 30 de julio | 17:30 |
| FC Tosno              | 0 - 1 | Zenit de San Petersburgo | Estadio Petrovski | 30 de julio | 20:00 |
| Spartak Moscú         | 2 - 0 | FC Krasnodar             | Otkrytie Arena    | 31 de julio | 19:30 |

| FK Anzhí Majachkalá      | 0 - 1 | FC Rostov             | Anzhi-Arena        | 4 de agosto | 20:00 |
| FC Ufa                   | 3 - 2 | Akhmat Grozny         | Estadio Neftyanik  | 5 de agosto | 15:00 |
| Dinamo Moscú             | 3 - 0 | Amkar Perm            | Arena Khimki       | 5 de agosto | 17:30 |
| Lokomotiv Moscú          | 1 - 0 | SKA-Jabarovsk         | Estadio Lokomotiv  | 5 de agosto | 20:00 |
| Arsenal Tula             | 1 - 2 | FC Tosno              | Arsenal            | 6 de agosto | 15:00 |
| CSKA Moscú               | 1 - 2 | FC Rubin Kazán        | Arena CSKA         | 6 de agosto | 17:30 |
| Zenit de San Petersburgo | 5 - 1 | Spartak Moscú         | Estadio Krestovski | 6 de agosto | 20:00 |
| FC Krasnodar             | 1 - 1 | FC Ural Ekaterimburgo | Estadio Krasnodar  | 6 de agosto | 20:00 |

| SKA-Jabarovsk         | 2 - 0 | FK Anzhí Majachkalá      | Estadio Lenin     | 8 de agosto  | 11:00 |
| Amkar Perm            | 0 - 0 | FC Ufa                   | Estadio Zvezda    | 8 de agosto  | 17:30 |
| FC Ural Ekaterimburgo | 1 - 1 | Zenit de San Petersburgo | SKB-Bank Arena    | 9 de agosto  | 17:30 |
| Spartak Moscú         | 2 - 0 | Arsenal Tula             | Otkrytie Arena    | 9 de agosto  | 19:30 |
| FC Rubin Kazán        | 1 - 1 | Lokomotiv Moscú          | Kazán Arena       | 9 de agosto  | 20:00 |
| FC Tosno              | 1 - 2 | CSKA Moscú               | Estadio Petrovski | 9 de agosto  | 20:00 |
| FC Rostov             | 1 - 0 | Dinamo Moscú             | Olimp – 2         | 9 de agosto  | 20:00 |
| Akhmat Grozny         | 2 - 3 | FC Krasnodar             | Ajmat Arena       | 10 de agosto | 20:00 |

| FC Ufa                   | 1 - 4                                                                                                   | FC Rostov             | Estadio Neftyanik  | 12 de agosto | 15:00 |
| CSKA Moscú               | 2 - 1                                                                                                   | Spartak Moscú         | Arena CSKA         | 12 de agosto | 17:30 |
| FK Anzhí Majachkalá      | 1 - 3                                                                                                   | Dinamo Moscú          | Anzhi-Arena        | 12 de agosto | 20:00 |
| SKA-Jabarovsk            | 1 - 1                                                                                                   | FC Rubin Kazán        | Estadio Lenin      | 13 de agosto | 11:00 |
| Lokomotiv Moscú          | 0 - 2                                                                                                   | FC Tosno              | Estadio Lokomotiv  | 13 de agosto | 17:30 |
| Zenit de San Petersburgo | 4 - 0                                                                                                   | Akhmat Grozny         | Estadio Krestovski | 13 de agosto | 20:00 |
| FC Krasnodar             | 1 - 1                                                                                                   | Amkar Perm            | Estadio Krasnodar  | 13 de agosto | 20:00 |
| Arsenal Tula             | 2 - 2 (enlace roto disponible en Internet Archive; véase el historial, la primera versión y la última). | FC Ural Ekaterimburgo | Arsenal            | 14 de agosto | 19:30 |

| FC Tosno              | 0 - 0 | SKA-Jabarovsk            | Estadio Petrovski | 18 de agosto | 19:30 |
| FC Ural Ekaterimburgo | 0 - 0 | CSKA Moscú               | SKB-Bank Arena    | 19 de agosto | 15:00 |
| Spartak Moscú         | 3 - 4 | Lokomotiv Moscú          | Otkrytie Arena    | 19 de agosto | 17:30 |
| FC Rubin Kazán        | 6 - 0 | FK Anzhí Majachkalá      | Kazán Arena       | 19 de agosto | 20:00 |
| Amkar Perm            | 0 - 1 | Zenit de San Petersburgo | Estadio Zvezda    | 20 de agosto | 15:00 |
| Dinamo Moscú          | 1 - 1 | FC Ufa                   | Arena Khimki      | 20 de agosto | 17:30 |
| FC Rostov             | 0 - 0 | FC Krasnodar             | Olimp – 2         | 20 de agosto | 20:00 |
| Akhmat Grozny         | 1 - 2 | Arsenal Tula             | Ajmat Arena       | 21 de agosto | 20:00 |

| FK Anzhí Majachkalá      | 1 - 0 | FC Ufa                | Anzhi-Arena        | 25 de agosto | 20:00 |
| Arsenal Tula             | 0 - 1 | Amkar Perm            | Arsenal            | 26 de agosto | 15:00 |
| FC Rubin Kazán           | 1 - 0 | FC Tosno              | Kazán Arena        | 26 de agosto | 17:30 |
| Lokomotiv Moscú          | 2 - 1 | FC Ural Ekaterimburgo | Estadio Lokomotiv  | 26 de agosto | 20:00 |
| SKA-Jabarovsk            | 0 - 0 | Spartak Moscú         | Estadio Lenin      | 27 de agosto | 11:00 |
| CSKA Moscú               | 0 - 1 | Akhmat Grozny         | Arena CSKA         | 27 de agosto | 17:30 |
| Zenit de San Petersburgo | 0 - 0 | FC Rostov             | Estadio Krestovski | 27 de agosto | 20:00 |
| FC Krasnodar             | 2 - 0 | Dinamo Moscú          | Estadio Krasnodar  | 27 de agosto | 20:00 |

| Amkar Perm            | 0 - 1                                                                                                   | CSKA Moscú               | Estadio Zvezda    | 8 de septiembre  | 17:30 |
| FC Tosno              | 2 - 2                                                                                                   | FK Anzhí Majachkalá      | Estadio Petrovski | 9 de septiembre  | 14:00 |
| FC Rostov             | 2 - 2                                                                                                   | Arsenal Tula             | Olimp – 2         | 9 de septiembre  | 16:30 |
| Spartak Moscú         | 1 - 0                                                                                                   | FC Rubin Kazán           | Otkrytie Arena    | 9 de septiembre  | 19:00 |
| Dinamo Moscú          | 0 - 0                                                                                                   | Zenit de San Petersburgo | Arena Khimki      | 10 de septiembre | 14:00 |
| FC Ufa                | 0 - 1 (enlace roto disponible en Internet Archive; véase el historial, la primera versión y la última). | FC Krasnodar             | Estadio Neftyanik | 10 de septiembre | 16:30 |
| Akhmat Grozny         | 1 - 1                                                                                                   | Lokomotiv Moscú          | Ajmat Arena       | 10 de septiembre | 19:00 |
| FC Ural Ekaterimburgo | 1 - 1                                                                                                   | SKA-Jabarovsk            | SKB-Bank Arena    | 11 de septiembre | 17:30 |

| Arsenal Tula             | 1 - 0 | Dinamo Moscú          | Arsenal            | 15 de septiembre | 19:30 |
| CSKA Moscú               | 2 - 0 | FC Rostov             | Arena CSKA         | 16 de septiembre | 16:30 |
| FK Anzhí Majachkalá      | 1 - 5 | FC Krasnodar          | Anzhi-Arena        | 16 de septiembre | 19:00 |
| SKA-Jabarovsk            | 2 - 2 | Akhmat Grozny         | Estadio Lenin      | 17 de septiembre | 11:00 |
| FC Tosno                 | 2 - 2 | Spartak Moscú         | Estadio Petrovski  | 17 de septiembre | 13:00 |
| FC Rubin Kazán           | 0 - 1 | FC Ural Ekaterimburgo | Kazán Arena        | 17 de septiembre | 16:30 |
| Lokomotiv Moscú          | 0 - 1 | Amkar Perm            | Estadio Lokomotiv  | 18 de septiembre | 19:30 |
| Zenit de San Petersburgo | 3 - 0 | FC Ufa                | Estadio Krestovski | 18 de septiembre | 20:00 |

| Dinamo Moscú          | 0 - 0 | CSKA Moscú               | Arena Khimki      | 23 de septiembre | 16:30 |
| Spartak Moscú         | 2 - 2 | FK Anzhí Majachkalá      | Otkrytie Arena    | 23 de septiembre | 19:00 |
| FC Ural Ekaterimburgo | 3 - 1 | FC Tosno                 | SKB-Bank Arena    | 24 de septiembre | 14:00 |
| FC Rostov             | 0 - 1 | Lokomotiv Moscú          | Olimp – 2         | 24 de septiembre | 16:30 |
| FC Ufa                | 1 - 0 | Arsenal Tula             | Estadio Neftyanik | 24 de septiembre | 16:30 |
| FC Krasnodar          | 0 - 2 | Zenit de San Petersburgo | Estadio Krasnodar | 24 de septiembre | 19:00 |
| Amkar Perm            | 3 - 0 | SKA-Jabarovsk            | Estadio Zvezda    | 25 de septiembre | 17:00 |
| Akhmat Grozny         | 1 - 0 | FC Rubin Kazán           | Ajmat Arena       | 25 de septiembre | 19:30 |

| Arsenal Tula        | 1 - 0 | FC Krasnodar             | Arsenal           | 29 de septiembre | 19:30 |
| SKA-Jabarovsk       | 2 - 1 | FC Rostov                | Estadio Lenin     | 30 de septiembre | 11:30 |
| FC Tosno            | 1 - 0 | Akhmat Grozny            | Estadio Petrovski | 30 de septiembre | 14:00 |
| FC Rubin Kazán      | 0 - 1 | Amkar Perm               | Kazán Arena       | 30 de septiembre | 16:30 |
| Spartak Moscú       | 2 - 0 | FC Ural Ekaterimburgo    | Otkrytie Arena    | 30 de septiembre | 19:00 |
| CSKA Moscú          | 0 - 0 | FC Ufa                   | Arena CSKA        | 1 de octubre     | 14:00 |
| Lokomotiv Moscú     | 3 - 0 | Dinamo Moscú             | Estadio Lokomotiv | 1 de octubre     | 16:30 |
| FK Anzhí Majachkalá | 2 - 2 | Zenit de San Petersburgo | Anzhi-Arena       | 1 de octubre     | 19:00 |

| Akhmat Grozny            | 1 - 2 | Spartak Moscú       | Ajmat Arena        | 13 de octubre | 19:30 |
| Dinamo Moscú             | 2 - 0 | SKA-Jabarovsk       | Arena Khimki       | 14 de octubre | 14:00 |
| FC Ural Ekaterimburgo    | 2 - 1 | FK Anzhí Majachkalá | SKB-Bank Arena     | 14 de octubre | 16:30 |
| FC Krasnodar             | 0 - 1 | CSKA Moscú          | Estadio Krasnodar  | 14 de octubre | 19:00 |
| FC Ufa                   | 1 - 0 | Lokomotiv Moscú     | Estadio Neftyanik  | 15 de octubre | 14:00 |
| FC Rostov                | 0 - 1 | FC Rubin Kazán      | Olimp – 2          | 15 de octubre | 16:30 |
| Zenit de San Petersburgo | 0 - 1 | Arsenal Tula        | Estadio Krestovski | 15 de octubre | 19:00 |
| Amkar Perm               | 0 - 0 | FC Tosno            | Estadio Zvezda     | 16 de octubre | 17:30 |

| SKA-Jabarovsk         | 2 - 2 | FC Ufa                   | Estadio Lenin     | 21 de octubre | 11:30 |
| FC Tosno              | 1 - 1 | FC Rostov                | Estadio Petrovski | 21 de octubre | 14:00 |
| FC Rubin Kazán        | 0 - 0 | Dinamo Moscú             | Kazán Arena       | 21 de octubre | 16:30 |
| Spartak Moscú         | 0 - 0 | Amkar Perm               | Otkrytie Arena    | 21 de octubre | 19:00 |
| FC Ural Ekaterimburgo | 2 - 0 | Akhmat Grozny            | SKB-Bank Arena    | 22 de octubre | 14:00 |
| CSKA Moscú            | 0 - 0 | Zenit de San Petersburgo | Arena CSKA        | 22 de octubre | 16:30 |
| FK Anzhí Majachkalá   | 3 - 2 | Arsenal Tula             | Anzhi-Arena       | 22 de octubre | 19:00 |
| Lokomotiv Moscú       | 2 - 0 | FC Krasnodar             | Estadio Lokomotiv | 23 de octubre | 19:30 |

| Arsenal Tula             | 1 - 0                                                                                                   | CSKA Moscú            | Arsenal            | 27 de octubre | 19:30 |
| FC Rostov                | 2 - 2                                                                                                   | Spartak Moscú         | Olimp – 2          | 28 de octubre | 19:00 |
| Amkar Perm               | 1 - 1                                                                                                   | FC Ural Ekaterimburgo | Estadio Zvezda     | 29 de octubre | 11:30 |
| Dinamo Moscú             | 0 - 1                                                                                                   | FC Tosno              | Arena Khimki       | 29 de octubre | 14:00 |
| Zenit de San Petersburgo | 0 - 3                                                                                                   | Lokomotiv Moscú       | Estadio Krestovski | 29 de octubre | 16:30 |
| FC Krasnodar             | 4 - 1                                                                                                   | SKA-Jabarovsk         | Estadio Krasnodar  | 29 de octubre | 19:00 |
| FC Ufa                   | 2 - 1                                                                                                   | FC Rubin Kazán        | Estadio Neftyanik  | 30 de octubre | 17:00 |
| Akhmat Grozny            | 1 - 1 (enlace roto disponible en Internet Archive; véase el historial, la primera versión y la última). | FK Anzhí Majachkalá   | Ajmat Arena        | 30 de octubre | 19:30 |

### Segunda vuelta
| FC Ural Ekaterimburgo | 2 - 2 | Dinamo Moscú             | SKB-Bank Arena    | 3 de noviembre | 17:30 |
| FC Tosno              | 1 - 3 | FC Krasnodar             | Estadio Petrovski | 4 de noviembre | 16:30 |
| Akhmat Grozny         | 1 - 0 | FC Rostov                | Ajmat Arena       | 4 de noviembre | 19:00 |
| SKA-Jabarovsk         | 1 - 2 | Arsenal Tula             | Estadio Lenin     | 5 de noviembre | 11:00 |
| Amkar Perm            | 1 - 2 | FK Anzhí Majachkalá      | Estadio Zvezda    | 5 de noviembre | 14:00 |
| Lokomotiv Moscú       | 2 - 2 | CSKA Moscú               | Estadio Lokomotiv | 5 de noviembre | 16:30 |
| FC Rubin Kazán        | 0 - 0 | Zenit de San Petersburgo | Kazán Arena       | 5 de noviembre | 19:00 |
| Spartak Moscú         | 3 - 1 | FC Ufa                   | Otkrytie Arena    | 5 de noviembre | 19:00 |

| SKA-Jabarovsk            | 2 - 4 | CSKA Moscú            | Estadio Lenin      | 18 de noviembre | 12:00 |
| Dinamo Moscú             | 1 - 1 | Akhmat Grozny         | Arena Khimki       | 18 de noviembre | 14:00 |
| FC Krasnodar             | 1 - 4 | Spartak Moscú         | Estadio Krasnodar  | 18 de noviembre | 16:30 |
| Arsenal Tula             | 0 - 0 | FC Rubin Kazán        | Arsenal            | 18 de noviembre | 19:00 |
| FC Ufa                   | 2 - 0 | FC Ural Ekaterimburgo | Estadio Neftyanik  | 19 de noviembre | 11:30 |
| FK Anzhí Majachkalá      | 0 - 1 | Lokomotiv Moscú       | Anzhi-Arena        | 19 de noviembre | 14:00 |
| FC Rostov                | 0 - 0 | Amkar Perm            | Olimp – 2          | 19 de noviembre | 16:30 |
| Zenit de San Petersburgo | 5 - 0 | FC Tosno              | Estadio Krestovski | 19 de noviembre | 19:00 |

| Amkar Perm            | 2 - 1 | Dinamo Moscú             | Estadio Zvezda    | 24 de noviembre | 17:30 |
| FC Tosno              | 3 - 2 | Arsenal Tula             | Estadio Petrovski | 25 de noviembre | 16:30 |
| Akhmat Grozny         | 2 - 1 | FC Ufa                   | Ajmat Arena       | 25 de noviembre | 19:00 |
| FC Ural Ekaterimburgo | 0 - 1 | FC Krasnodar             | SKB-Bank Arena    | 26 de noviembre | 11:30 |
| FC Rubin Kazán        | 0 - 1 | CSKA Moscú               | Kazán Arena       | 26 de noviembre | 14:00 |
| FC Rostov             | 2 - 0 | FK Anzhí Majachkalá      | Olimp – 2         | 26 de noviembre | 16:30 |
| SKA-Jabarovsk         | 1 - 2 | Lokomotiv Moscú          | Estadio Lenin     | 27 de noviembre | 12:00 |
| Spartak Moscú         | 3 - 1 | Zenit de San Petersburgo | Otkrytie Arena    | 27 de noviembre | 19:30 |

| CSKA Moscú               | 6 - 0 | FC Tosno              | Arena CSKA         | 1 de diciembre | 19:30 |
| Arsenal Tula             | 0 - 1 | Spartak Moscú         | Arsenal            | 1 de diciembre | 19:30 |
| Zenit de San Petersburgo | 2 - 1 | FC Ural Ekaterimburgo | Estadio Krestovski | 2 de diciembre | 14:00 |
| Dinamo Moscú             | 2 - 0 | FC Rostov             | Arena Khimki       | 2 de diciembre | 14:00 |
| Lokomotiv Moscú          | 1 - 0 | FC Rubin Kazán        | Estadio Lokomotiv  | 2 de diciembre | 16:30 |
| FC Ufa                   | 3 - 0 | Amkar Perm            | Estadio Neftyanik  | 3 de diciembre | 14:00 |
| FC Krasnodar             | 3 - 2 | Akhmat Grozny         | Estadio Krasnodar  | 3 de diciembre | 16:30 |
| FK Anzhí Majachkalá      | 4 - 0 | SKA-Jabarovsk         | Anzhi-Arena        | 3 de diciembre | 19:00 |

| FC Ural Ekaterimburgo | 1 - 1 | Arsenal Tula             | SKB-Bank Arena    | 8 de diciembre  | 17:30 |
| Dinamo Moscú          | 2 - 0 | FK Anzhí Majachkalá      | Arena Khimki      | 9 de diciembre  | 14:00 |
| FC Rubin Kazán        | 3 - 1 | SKA-Jabarovsk            | Kazán Arena       | 9 de diciembre  | 16:30 |
| Amkar Perm            | 1 - 3 | FC Krasnodar             | Estadio Zvezda    | 10 de diciembre | 14:00 |
| Spartak Moscú         | 3 - 0 | CSKA Moscú               | Otkrytie Arena    | 10 de diciembre | 16:30 |
| FC Rostov             | 1 - 0 | FC Ufa                   | Olimp – 2         | 10 de diciembre | 19:00 |
| FC Tosno              | 1 - 3 | Lokomotiv Moscú          | Estadio Petrovski | 11 de diciembre | 19:30 |
| Akhmat Grozny         | 0 - 0 | Zenit de San Petersburgo | Ajmat Arena       | 11 de diciembre | 19:30 |

| FK Anzhí Majachkalá      | 1 - 1                                                                                                   | FC Rubin Kazán        | Anzhi-Arena        | 2 de marzo | 19:30 |
| CSKA Moscú               | 1 - 0                                                                                                   | FC Ural Ekaterimburgo | Arena CSKA         | 3 de marzo | 14:00 |
| Zenit de San Petersburgo | 0 - 0                                                                                                   | Amkar Perm            | Estadio Krestovski | 3 de marzo | 16:30 |
| FC Krasnodar             | 3 - 1                                                                                                   | FC Rostov             | Estadio Krasnodar  | 3 de marzo | 19:00 |
| SKA-Jabarovsk            | 0 - 1                                                                                                   | FC Tosno              | Estadio Lenin      | 4 de marzo | 11:00 |
| FC Ufa                   | 1 - 1                                                                                                   | Dinamo Moscú          | Estadio Neftyanik  | 4 de marzo | 14:00 |
| Lokomotiv Moscú          | 0 - 0 (enlace roto disponible en Internet Archive; véase el historial, la primera versión y la última). | Spartak Moscú         | Estadio Lokomotiv  | 4 de marzo | 16:30 |
| Arsenal Tula             | 1 - 0                                                                                                   | Akhmat Grozny         | Arsenal            | 4 de marzo | 19:00 |

| Amkar Perm            | 0 - 2 | Arsenal Tula             | Estadio Zvezda    | 9 de marzo  | 14:00 |
| FC Ufa                | 3 - 2 | FK Anzhí Majachkalá      | Estadio Neftyanik | 10 de marzo | 14:00 |
| Dinamo Moscú          | 0 - 0 | FC Krasnodar             | Arena Khimki      | 10 de marzo | 16:30 |
| FC Tosno              | 0 - 1 | FC Rubin Kazán           | Estadio Petrovski | 10 de marzo | 19:00 |
| FC Rostov             | 0 - 0 | Zenit de San Petersburgo | Olimp – 2         | 11 de marzo | 14:00 |
| Akhmat Grozny         | 0 - 3 | CSKA Moscú               | Ajmat Arena       | 11 de marzo | 16:30 |
| Spartak Moscú         | 1 - 0 | SKA-Jabarovsk            | Otkrytie Arena    | 11 de marzo | 19:00 |
| FC Ural Ekaterimburgo | 0 - 2 | Lokomotiv Moscú          | SKB-Bank Arena    | 12 de marzo | 17:00 |

| SKA-Jabarovsk            | 0 - 3 | FC Ural Ekaterimburgo | Estadio Lenin      | 17 de marzo | 11:00 |
| Arsenal Tula             | 2 - 2 | FC Rostov             | Arsenal            | 17 de marzo | 14:00 |
| FC Krasnodar             | 0 - 1 | FC Ufa                | Estadio Krasnodar  | 17 de marzo | 16:30 |
| FK Anzhí Majachkalá      | 2 - 0 | FC Tosno              | Anzhi-Arena        | 17 de marzo | 19:00 |
| FC Rubin Kazán           | 1 - 2 | Spartak Moscú         | Kazán Arena        | 17 de marzo | 19:00 |
| Lokomotiv Moscú          | 0 - 0 | Akhmat Grozny         | Estadio Lokomotiv  | 18 de abril | 19:30 |
| CSKA Moscú               | 3 - 0 | Amkar Perm            | Arena CSKA         | 18 de abril | 19:30 |
| Zenit de San Petersburgo | 2 - 1 | Dinamo Moscú          | Estadio Krestovski | 18 de abril | 19:30 |

| Amkar Perm            | 2 - 1 (enlace roto disponible en Internet Archive; véase el historial, la primera versión y la última). | Lokomotiv Moscú          | Estadio Zvezda    | 31 de marzo | 11:30 |
| Akhmat Grozny         | 0 - 0 (enlace roto disponible en Internet Archive; véase el historial, la primera versión y la última). | SKA-Jabarovsk            | Ajmat Arena       | 31 de marzo | 14:00 |
| Dinamo Moscú          | 2 - 1 (enlace roto disponible en Internet Archive; véase el historial, la primera versión y la última). | Arsenal Tula             | Arena Khimki      | 31 de marzo | 16:30 |
| Spartak Moscú         | 2 - 1 (enlace roto disponible en Internet Archive; véase el historial, la primera versión y la última). | FC Tosno                 | Otkrytie Arena    | 31 de marzo | 19:00 |
| FC Ural Ekaterimburgo | 1 - 1 (enlace roto disponible en Internet Archive; véase el historial, la primera versión y la última). | FC Rubin Kazán           | SKB-Bank Arena    | 1 de abril  | 14:00 |
| FC Ufa                | 1 - 2                                                                                                   | Zenit de San Petersburgo | Estadio Neftyanik | 1 de abril  | 16:30 |
| FC Krasnodar          | 1 - 1 (enlace roto disponible en Internet Archive; véase el historial, la primera versión y la última). | FK Anzhí Majachkalá      | Estadio Krasnodar | 1 de abril  | 19:00 |
| FC Rostov             | 1 - 2 (enlace roto disponible en Internet Archive; véase el historial, la primera versión y la última). | CSKA Moscú               | Olimp – 2         | 1 de abril  | 19:00 |

| SKA-Jabarovsk            | 0 - 2                                                                                                   | Amkar Perm            | Estadio Lenin      | 7 de abril | 11:00 |
| FC Rubin Kazán           | 3 - 2                                                                                                   | Akhmat Grozny         | Kazán Arena        | 7 de abril | 14:00 |
| Zenit de San Petersburgo | 1 - 2 (enlace roto disponible en Internet Archive; véase el historial, la primera versión y la última). | FC Krasnodar          | Estadio Krestovski | 7 de abril | 16:30 |
| Arsenal Tula             | 2 - 1 (enlace roto disponible en Internet Archive; véase el historial, la primera versión y la última). | FC Ufa                | Arsenal            | 7 de abril | 19:00 |
| FC Tosno                 | 2 - 2                                                                                                   | FC Ural Ekaterimburgo | Estadio Petrovski  | 8 de abril | 14:00 |
| Lokomotiv Moscú          | 1 - 0                                                                                                   | FC Rostov             | Estadio Lokomotiv  | 8 de abril | 16:30 |
| FK Anzhí Majachkalá      | 1 - 4                                                                                                   | Spartak Moscú         | Anzhi-Arena        | 8 de abril | 19:00 |
| CSKA Moscú               | 1 - 2                                                                                                   | Dinamo Moscú          | Arena CSKA         | 9 de abril | 19:30 |

| Akhmat Grozny            | 1 - 0                                                                                                   | FC Tosno            | Ajmat Arena        | 13 de abril | 19:30 |
| Amkar Perm               | 0 - 3                                                                                                   | FC Rubin Kazán      | Estadio Zvezda     | 14 de abril | 11:30 |
| Dinamo Moscú             | 0 - 4                                                                                                   | Lokomotiv Moscú     | Arena Khimki       | 14 de abril | 14:00 |
| Zenit de San Petersburgo | 1 - 0 (enlace roto disponible en Internet Archive; véase el historial, la primera versión y la última). | FK Anzhí Majachkalá | Estadio Krestovski | 14 de abril | 16:30 |
| FC Krasnodar             | 3 - 0 (enlace roto disponible en Internet Archive; véase el historial, la primera versión y la última). | Arsenal Tula        | Estadio Krasnodar  | 14 de abril | 19:00 |
| FC Ural Ekaterimburgo    | 2 - 1                                                                                                   | Spartak Moscú       | SKB-Bank Arena     | 15 de abril | 14:00 |
| FC Ufa                   | 1 - 1                                                                                                   | CSKA Moscú          | Estadio Neftyanik  | 15 de abril | 16:30 |
| FC Rostov                | 2 - 0                                                                                                   | SKA-Jabarovsk       | Olimp – 2          | 15 de abril | 19:00 |

| FC Rubin Kazán      | 1 - 1 (enlace roto disponible en Internet Archive; véase el historial, la primera versión y la última). | FC Rostov                | Kazán Arena       | 21 de abril | 16:30 |
| FK Anzhí Majachkalá | 0 - 1 (enlace roto disponible en Internet Archive; véase el historial, la primera versión y la última). | FC Ural Ekaterimburgo    | Anzhi-Arena       | 21 de abril | 19:00 |
| SKA-Jabarovsk       | 0 - 1 (enlace roto disponible en Internet Archive; véase el historial, la primera versión y la última). | Dinamo Moscú             | Estadio Lenin     | 22 de abril | 11:00 |
| Arsenal Tula        | 3 - 3                                                                                                   | Zenit de San Petersburgo | Arsenal           | 22 de abril | 14:00 |
| FC Tosno            | 0 - 2                                                                                                   | Amkar Perm               | Estadio Petrovski | 22 de abril | 16:30 |
| CSKA Moscú          | 2 - 1                                                                                                   | FC Krasnodar             | Arena CSKA        | 22 de abril | 16:30 |
| Lokomotiv Moscú     | 0 - 0                                                                                                   | FC Ufa                   | Estadio Lokomotiv | 22 de abril | 19:00 |
| Spartak Moscú       | 1 - 3 (enlace roto disponible en Internet Archive; véase el historial, la primera versión y la última). | Akhmat Grozny            | Otkrytie Arena    | 23 de abril | 19:30 |

| Arsenal Tula             | 2 - 1 (enlace roto disponible en Internet Archive; véase el historial, la primera versión y la última). | FK Anzhí Majachkalá   | Arsenal            | 28 de abril | 19:30 |
| Amkar Perm               | 0 - 2 (enlace roto disponible en Internet Archive; véase el historial, la primera versión y la última). | Spartak Moscú         | Estadio Zvezda     | 29 de abril | 14:00 |
| Zenit de San Petersburgo | 0 - 0 (enlace roto disponible en Internet Archive; véase el historial, la primera versión y la última). | CSKA Moscú            | Estadio Krestovski | 29 de abril | 16:30 |
| FC Rostov                | 2 - 0 (enlace roto disponible en Internet Archive; véase el historial, la primera versión y la última). | FC Tosno              | Olimp – 2          | 29 de abril | 19:00 |
| FC Ufa                   | 1 - 0 (enlace roto disponible en Internet Archive; véase el historial, la primera versión y la última). | SKA-Jabarovsk         | Estadio Neftyanik  | 30 de abril | 11:30 |
| Dinamo Moscú             | 0 - 0                                                                                                   | FC Rubin Kazán        | Arena Khimki       | 30 de abril | 14:00 |
| Akhmat Grozny            | 0 - 0                                                                                                   | FC Ural Ekaterimburgo | Ajmat Arena        | 30 de abril | 16:30 |
| FC Krasnodar             | 2 - 0                                                                                                   | Lokomotiv Moscú       | Estadio Krasnodar  | 30 de abril | 19:00 |

| SKA-Jabarovsk         | 0 - 1 (enlace roto disponible en Internet Archive; véase el historial, la primera versión y la última). | FC Krasnodar             | Estadio Lenin     | 5 de mayo | 11:00 |
| FC Tosno              | 1 - 2 (enlace roto disponible en Internet Archive; véase el historial, la primera versión y la última). | Dinamo Moscú             | Estadio Petrovski | 5 de mayo | 14:00 |
| Lokomotiv Moscú       | 1 - 0                                                                                                   | Zenit de San Petersburgo | Estadio Lokomotiv | 5 de mayo | 16:30 |
| Spartak Moscú         | 2 - 0                                                                                                   | FC Rostov                | Otkrytie Arena    | 5 de mayo | 19:00 |
| FC Ural Ekaterimburgo | 0 - 2 (enlace roto disponible en Internet Archive; véase el historial, la primera versión y la última). | Amkar Perm               | SKB-Bank Arena    | 6 de mayo | 14:00 |
| CSKA Moscú            | 6 - 0 (enlace roto disponible en Internet Archive; véase el historial, la primera versión y la última). | Arsenal Tula             | Arena CSKA        | 6 de mayo | 19:00 |
| FK Anzhí Majachkalá   | 0 - 2                                                                                                   | Akhmat Grozny            | Anzhi-Arena       | 7 de mayo | 19:30 |
| FC Rubin Kazán        | 0 - 0                                                                                                   | FC Ufa                   | Kazán Arena       | 7 de mayo | 19:30 |

| CSKA Moscú               | 2 - 1 (enlace roto disponible en Internet Archive; véase el historial, la primera versión y la última). | FK Anzhí Majachkalá   | Arena CSKA         | 13 de mayo | 14:00 |
| Arsenal Tula             | 2 - 0 (enlace roto disponible en Internet Archive; véase el historial, la primera versión y la última). | Lokomotiv Moscú       | Arsenal            | 13 de mayo | 14:00 |
| Zenit de San Petersburgo | 6 - 0                                                                                                   | SKA-Jabarovsk         | Estadio Krestovski | 13 de mayo | 14:00 |
| FC Krasnodar             | 1 - 1 (enlace roto disponible en Internet Archive; véase el historial, la primera versión y la última). | FC Rubin Kazán        | Estadio Krasnodar  | 13 de mayo | 14:00 |
| FC Ufa                   | 5 - 0 (enlace roto disponible en Internet Archive; véase el historial, la primera versión y la última). | FC Tosno              | Estadio Neftyanik  | 13 de mayo | 14:00 |
| Spartak Moscú            | 0 - 1                                                                                                   | Dinamo Moscú          | Otkrytie Arena     | 13 de mayo | 14:00 |
| FC Rostov                | 1 - 0 (enlace roto disponible en Internet Archive; véase el historial, la primera versión y la última). | FC Ural Ekaterimburgo | Olimp – 2          | 13 de mayo | 14:00 |
| Amkar Perm               | 0 - 0                                                                                                   | Akhmat Grozny         | Estadio Zvezda     | 13 de mayo | 14:00 |

## Goleadores
| Pos.                           | Jugador           | Club                   | Goles |
| ------------------------------ | ----------------- | ---------------------- | ----- |
| 1                              | Quincy Promes     | Spartak Moscú          | 15    |
| 2                              | Fyodor Smolov     | FC Krasnodar           | 14    |
| 3                              | Jefferson Farfán  | Lokomotiv Moscú        | 10    |
| 3                              | Aleksandr Kokorin | Zenit Saint Petersburg | 10    |
| 3                              | Luiz Adriano      | Spartak Moscú          | 10    |
| 3                              | Viktor Claesson   | FC Krasnodar           | 10    |
| 3                              | Vitinho           | CSKA Moscú             | 10    |
| 8                              | Yevgeni Markov    | Dinamo Moscú           | 9     |
| 9                              | Eric Bicfalvi     | FC Ural Ekaterimburgo  | 8     |
| 10                             | Luka Đorđević     | Arsenal Tula           | 7     |
| Fuente: Russian Premier League |                   |                        |       |

### Tripletas, pókers o manos
Aquí se encuentra la lista de tripletas o hat-tricks, póker de goles y manos (en general, tres o más goles anotados por un jugador en un mismo encuentro) convertidos en la temporada.
| Nombre             | Club                   | Goles                 | Rival               | Resultado | Fecha                   |
| ------------------ | ---------------------- | --------------------- | ------------------- | --------- | ----------------------- |
| Yevgeni Markov     | FC Tosno               | 61' · 79' · 81'       | Arsenal Tula        | 3 - 2     | 25 de noviembre de 2017 |
| Quincy Promes      | Spartak Moscú          | 10' · 14' · 27' · 27' | FK Anzhí Majachkalá | 4 - 1     | 8 de abril de 2018      |
| Aleksandr Yerokhin | Zenit Saint Petersburg | 38' · 49' · 60' · 78' | SKA-Jabarovsk       | 6 - 0     | 13 de mayo de 2018      |

## Promoción de ascenso-descenso
La disputan los clubes clasificados en 13º y 14º lugar en la Liga Premier y el 3º y 4º clasificados de la Liga Nacional de Fútbol 2017-18. Los equipos vencedores de ambas llaves ascienden o se mantienen en la Liga Premier. Las fechas de los partdios fueron anunciadas el 14 de mayo de 2018.

### Eliminatoria 1
| 17 de mayo de 2018, 17:30 | Amkar Perm               | 2:0 (0:0) | FC Tambov | Estadio Zvezda, Perm                                         |                                                              |
|                           | Gol 60' · Balanovich 79' | Reporte   |           | Asistencia: 13.478 espectadores Árbitro(s): Sergey Lapochkin | Asistencia: 13.478 espectadores Árbitro(s): Sergey Lapochkin |

| 20 de mayo de 2018, 18:00 | FC Tambov | 0:1 (0:1) | Amkar Perm    | Estadio Spartak, Tambov                                  |                                                          |
|                           |           | Reporte   | Kostyukov 38' | Asistencia: 1.500 espectadores Árbitro(s): Roman Galimov | Asistencia: 1.500 espectadores Árbitro(s): Roman Galimov |

- Amkar Perm ganó la serie por un resultado global de 3:0 y se mantiene en la Liga Premier.

### Eliminatoria 2
| 17 de mayo de 2018, 19:00 | Yenisey Krasnoyarsk             | 3:0 (2:0) | Anzhí Majachkalá | Estadio Central, Kazán                                    |                                                           |
|                           | Kutyin 25' , 58' · Sarkisov 32' | Reporte   |                  | Asistencia: 3.000 espectadores Árbitro(s): Mikhail Vilkov | Asistencia: 3.000 espectadores Árbitro(s): Mikhail Vilkov |

| 20 de mayo de 2018, 21:00 | Anzhí Majachkalá                                  | 4:3 (1:2) | Yenisey Krasnoyarsk                        | Anzhi-Arena, Kaspiysk                                      |                                                            |
|                           | Poku 45+2' · Kalmykov 73' · Poluyaktov 74', 90+3' | Reporte   | Obradović 15' · Semakin 17' · Serderov 84' | Asistencia: 6.100 espectadores Árbitro(s): Kirill Levnikov | Asistencia: 6.100 espectadores Árbitro(s): Kirill Levnikov |

- Yenisey Krasnoyarsk ganó la serie por un resultado global de 6:4 y asciende a la Liga Premier, Anzhí Majachkalá desciende a la Liga Nacional de Rusia.